# Dong Phayayen-Khao Yai
Het Dong Phayayen-Khao Yai boscomplex is een bebost gebied in het oosten van Thailand, tussen de nationale parken Ta Phraya in het oosten (op de grens met Cambodja) en Khao Yai in het westen.
In het gebied leven meer dan 800 diersoorten, waaronder:
- 112 soorten zoogdieren
- 329 soorten vogels
- 200 soorten reptielen en amfibieën

Onder deze soorten zijn er 19 soorten kwetsbaar, vier soorten bedreigd en één soort met uitsterven bedreigd. Dit gebied omvat een aantal cruciale tropische ecosystemen, waardoor het behoud van deze bossen belangrijk is voor het voortbestaan van deze diersoorten.
Historisch Park Sukhothai · Historisch Park Ayutthaya · Ban Chiang · Thungyai Huai Kha Khaeng · Dong Phayayen-Khao Yai · Woudcomplex van Kaeng Krachan · Historisch park Phu Phra Bat